# أحمد غاربا
أحمد غاربا (بالإنجليزية: Ahmed Garba)‏ هو لاعب كرة قدم نيجيري في مركز الهجوم، ولد في 24 مايو 1980 في كانو في نيجيريا. شارك مع منتخب نيجيريا لكرة القدم. أما مع النوادي، فقد لعب مع النادي الإفريقي وبوروسيا دورتموند ب وكانو بيلارس ونادي إنييمبا إنترناشونال وويكي توريستس.

## وصلات خارجية
- أحمد غاربا على موقع قاعدة بيانات كرة القدم.إي يو (الإنجليزية)
- أحمد غاربا على موقع ناشيونال فوتبول تيمز (الإنجليزية)